# 歐洲女子籃球聯賽
歐洲女子籃球聯賽（英語：EuroLeague Women）是歐洲女子籃球俱樂部的最高職業籃球聯賽。與男子歐洲籃球聯賽不同，這項比賽完全由歐洲籃球協會組織。

## 歷屆冠軍
- UMMC葉卡捷琳堡